# 2008 au Yukon
Chronologie du Yukon
- 2004
- 2005
- 2006
- 2007
- 2008
- 2009
- 2010
- 2011
- 2012

Cette page concerne des événements d'actualité qui se sont produits durant l'année 2008 dans le territoire canadien du Yukon.

## Politique
- Premier ministre : Dennis Fentie (Parti du Yukon)
- Chef de l'Opposition officielle : Arthur Mitchell (Parti libéral)
- Commissaire : Geraldine Van Bibber
- Législature : 32e (en)

## Événements
- Sortie du court-métrage How People Got Fire (en) (“Comment les gens obtient le feu”).

- Juin : création du Festival du solstice à Whitehorse[1],[2].

- 14 octobre : le Parti conservateur de Stephen Harper remporte l'élection générale canadienne et formera de nouveau un gouvernement minoritaire. Le résultat est de 143 élus conservateurs, 77 libéraux, 49 bloquistes, 37 néo-démocrates et 2 députés indépendants. Dans la circonscription du territoire du Yukon, le libéral Larry Bagnell est réélu pour un quatrième mandat avec 45,80 % des voix (48,52 % de l'élection précédente). Parmi ses cinq adversaires : le conservateur Darrell Pasloski obtient 32,66 % des voix, le vert John Streicker (en)  12,83 % et le néo-démocrate Ken Bolton 8,70 %.

- 15 décembre : l'Aéroport international de Whitehorse est rebaptisé : Aéroport international Erik Nielsen de Whitehorse en l'honneur de l'ancien député fédéral du territoire du Yukon et vice-premier ministre du Canada Erik Nielsen.

## Décès
- 4 septembre : Erik Nielsen, premier yukonnais Vice-premier ministre du Canada et député fédéral du Yukon (1957-1987) (º 24 février 1924)
- 5 septembre : Jean Gordon, première femme à faire son entrée à l'Assemblée législative du Yukon (º 6 mars 1918)